# Tropidozineus impensus
Tropidozineus impensus là một loài bọ cánh cứng trong họ Cerambycidae.